# بنکرز لایف فیلدهاوس
بنکرز لایف فیلدهاوس (انگلیسی: Bankers Life Fieldhouse) یک سالن ورزشی سرپوشیده در ایندیاناپلیس، ایالات متحده آمریکا است.
این سالن که در سال ۱۹۹۹ تأسیس شده برای مسابقات بسکتبال، هاکی روی یخ و کنسرت‌های موسیقی مورد استفاده قرار می‌گیرد.

## Gallery

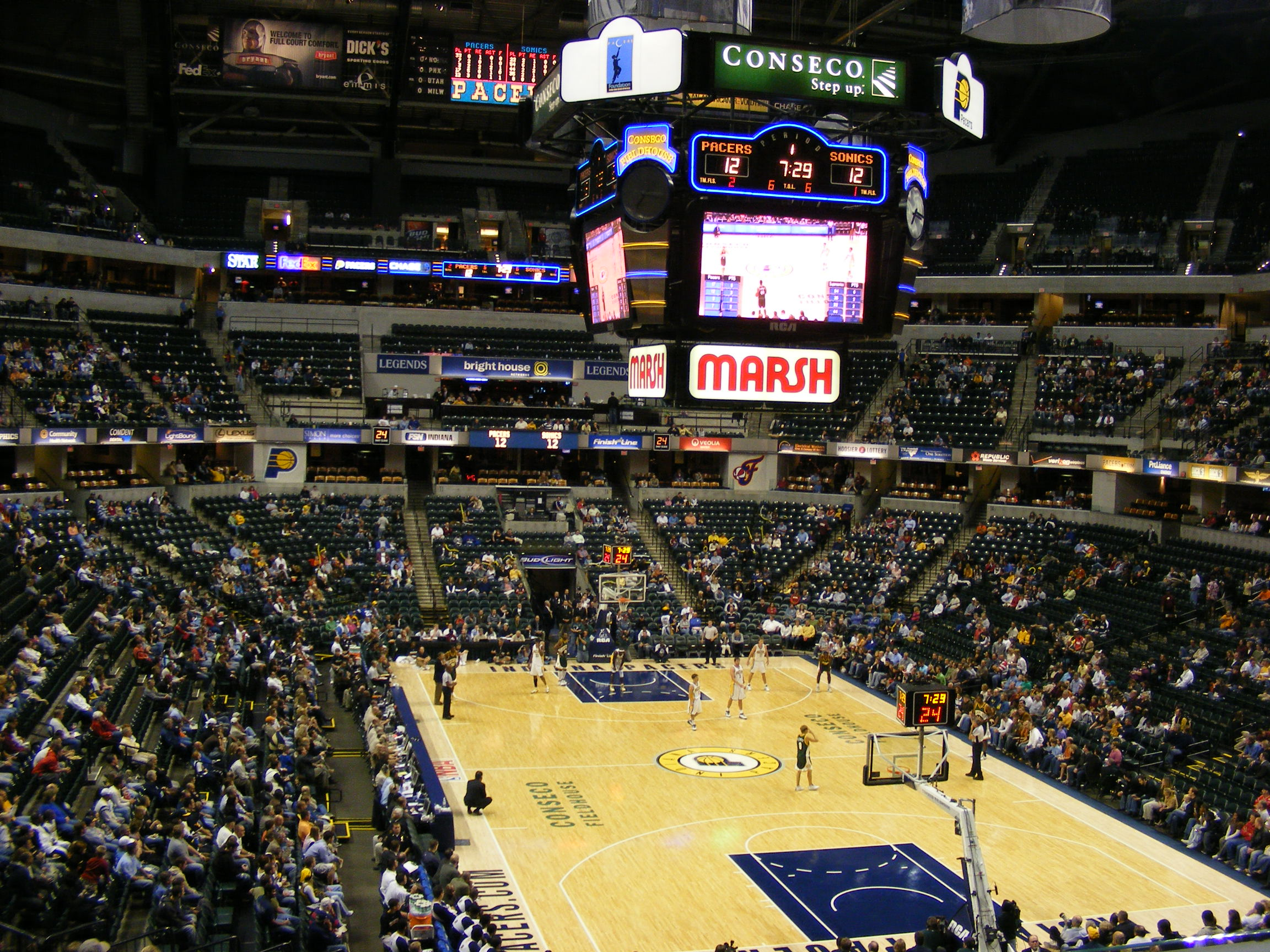
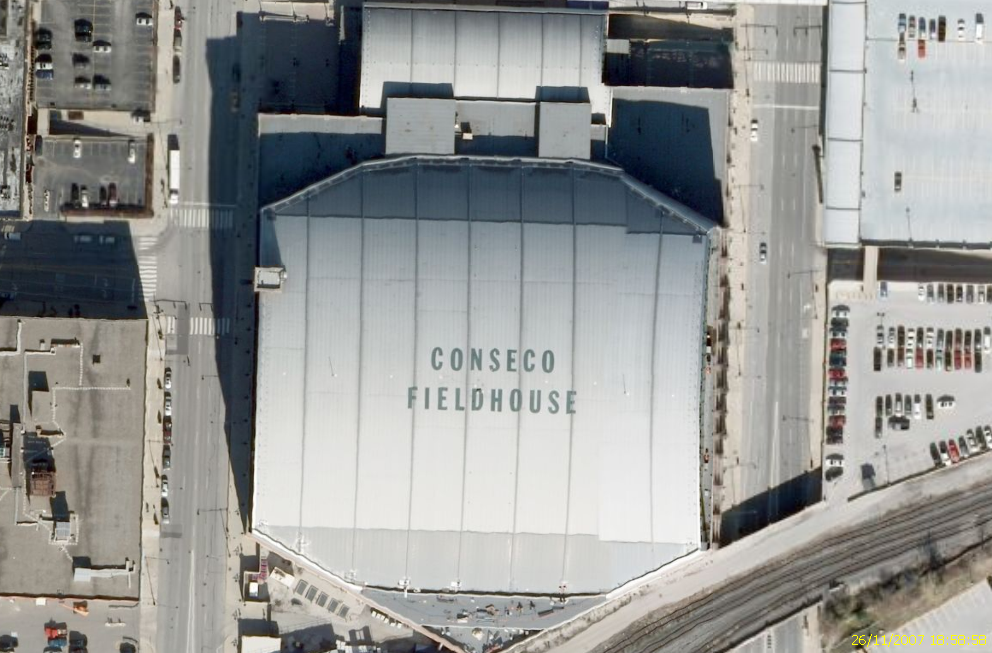
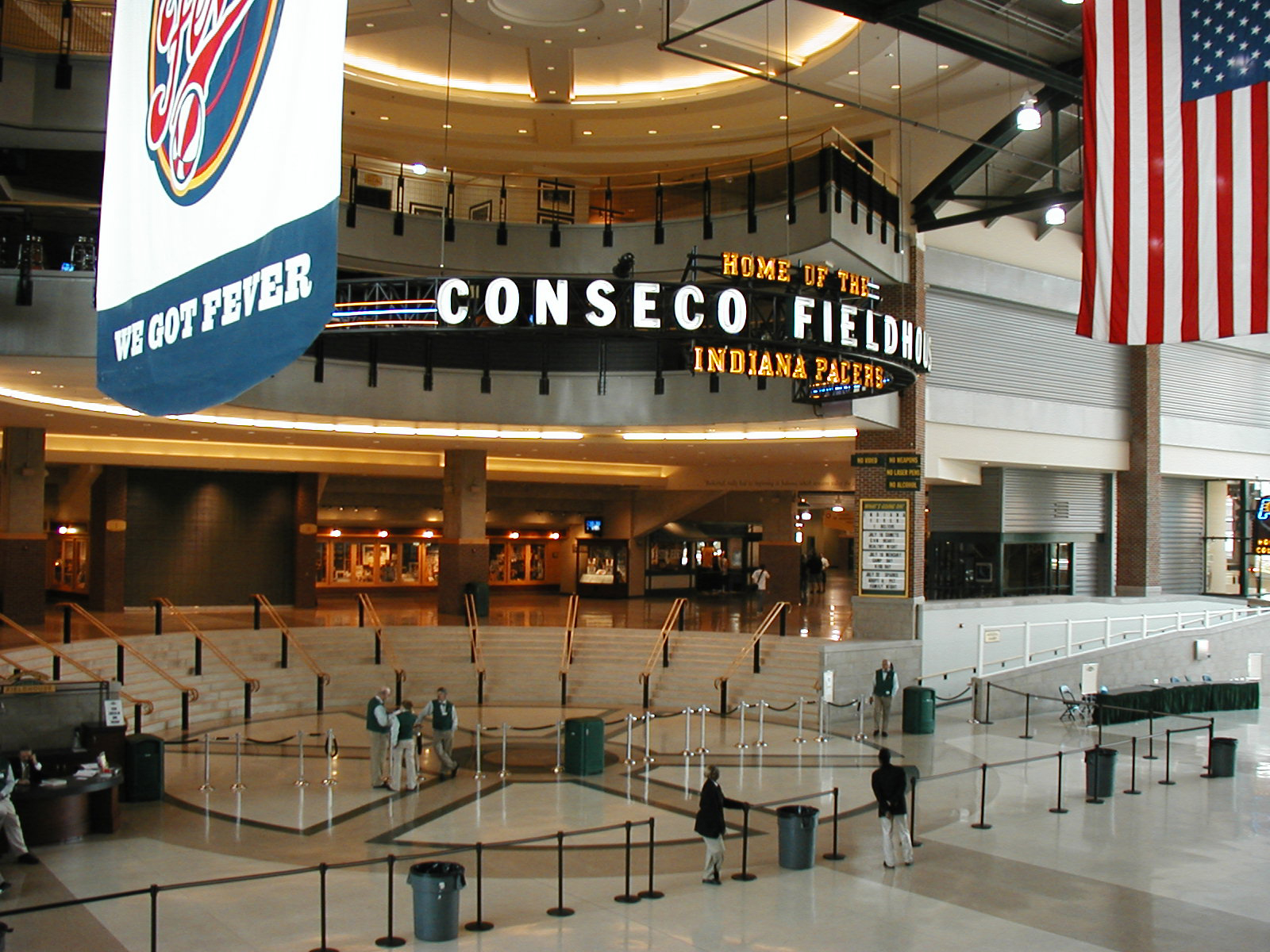
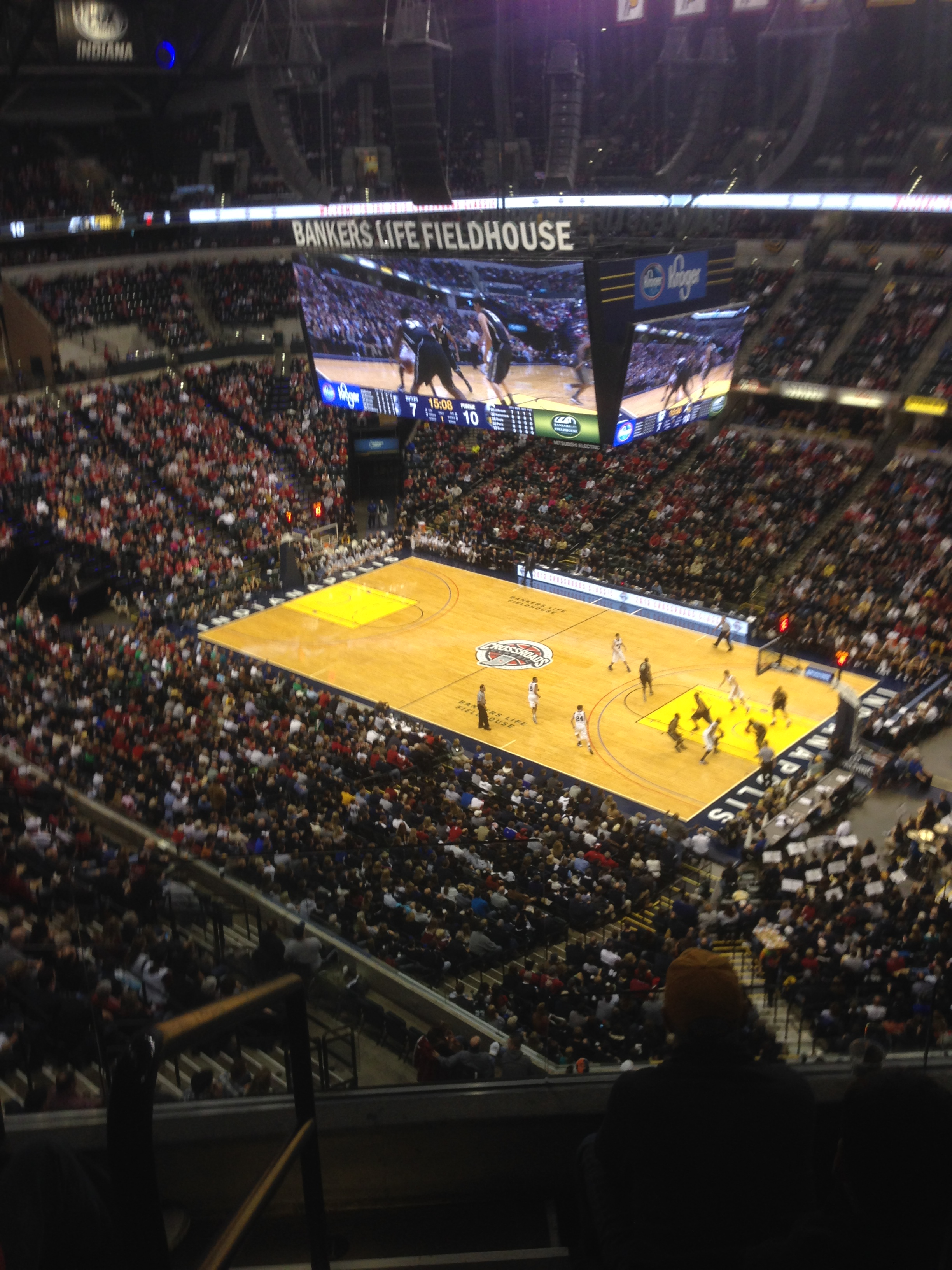
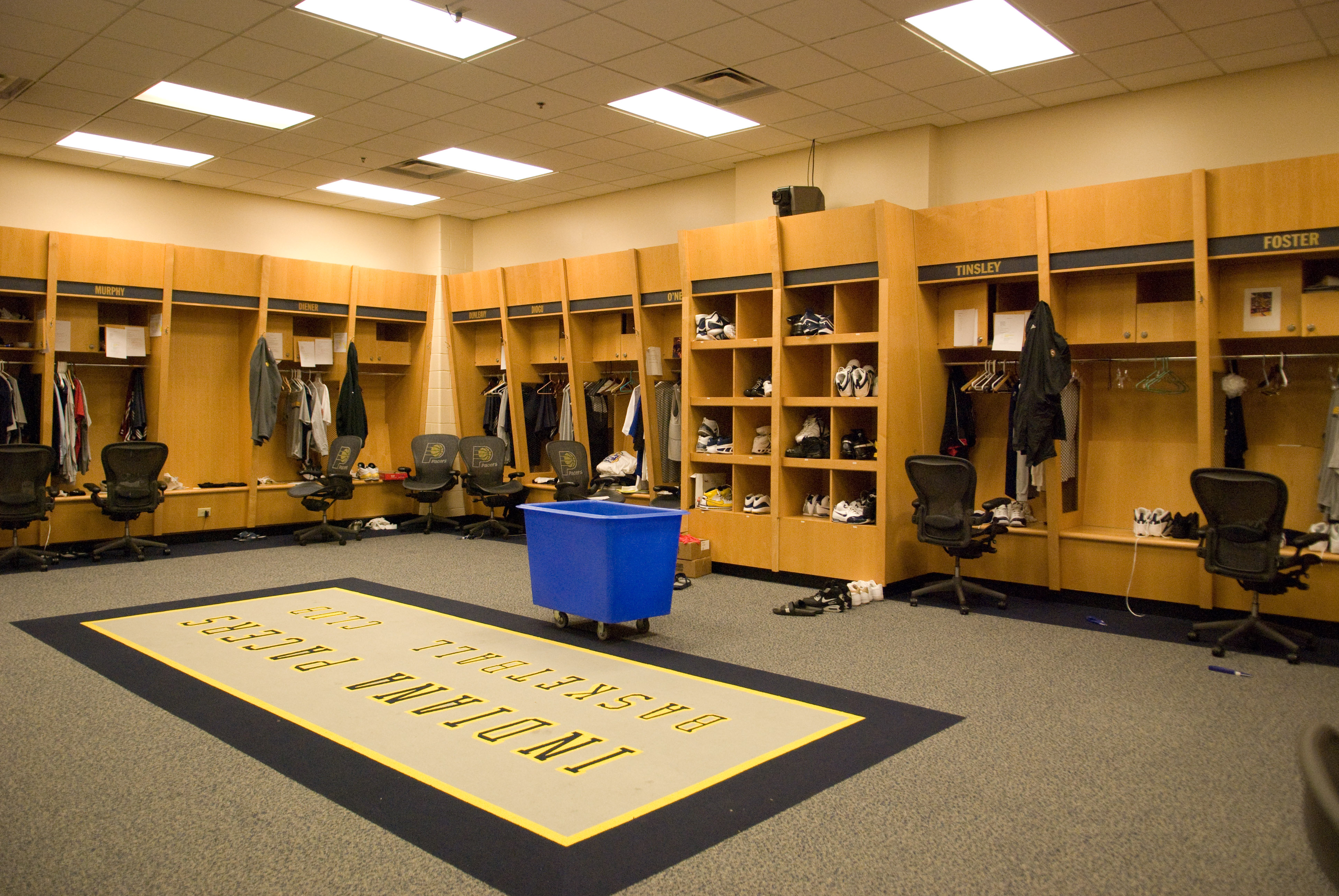